# Église Saint-Étienne d'Auriac-du-Périgord
Pour les articles homonymes, voir Église Saint-Étienne.
L'église Saint-Étienne est une église catholique située à Auriac-du-Périgord, en France.
Elle fait l'objet d'une protection au titre des monuments historiques.

## Localisation
L'église Saint-Étienne est située en région Nouvelle-Aquitaine, dans l'est du département de la Dordogne, dans le nord du Périgord noir, au sud-est du bourg d'Auriac-du-Périgord, en rive droite de la Laurence.

## Historique

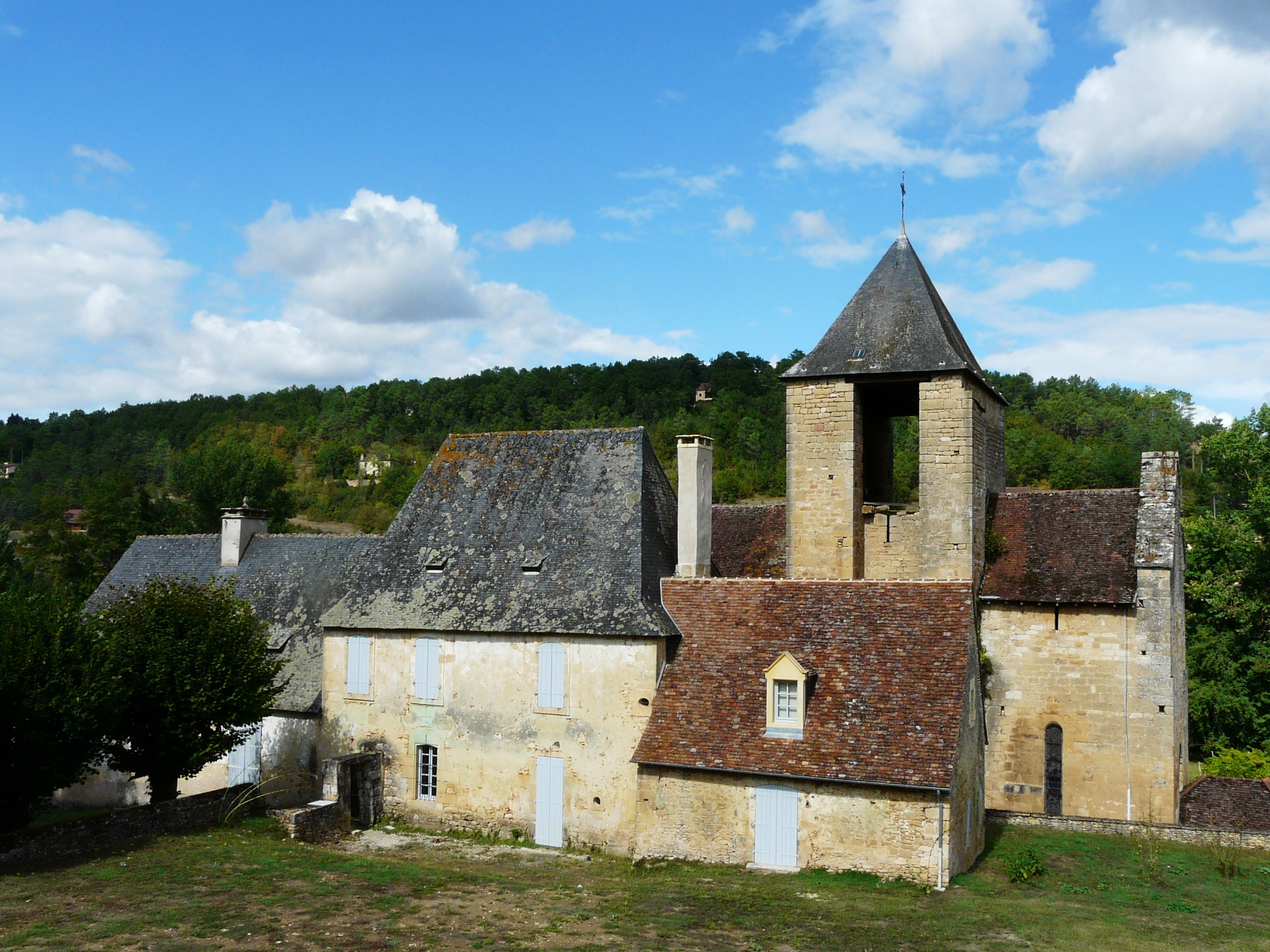
Le presbytère devant l'église, vus depuis le sud.

L'église est placée sous le patronage d'Étienne, considéré comme le premier martyr de la chrétienté. Comme nombre d'autres églises dédiées à ce saint, la fondation de cette église pourrait donc remonter au VIe siècle, période à laquelle le christianisme s'est développé dans les campagnes.
Édifiée au XIe ou XIIe siècle, cette église a été, après la guerre de Cent Ans, remaniée et en partie reconstruite aux XIVe et XVe siècles : le clocher est modifié avec l'édification d'une chapelle à son côté nord, des chambres de défense sont ajoutées au-dessus de la nef et du chœur, le plafond de celui-ci étant alors revoûté d'ogives.
Au XVIIe siècle, une sacristie est ajoutée dans le prolongement du chœur, et le mur septentrional de la nef est refait avec de plus grandes baies. À cette même période, la façade occidentale est surélevée d'une petite arche pouvant contenir une cloche, elle-même surmontée d'une croix, et la jonction entre le côté sud du clocher et le presbytère est établie par une passerelle en pierre.
Jusqu'en 1856, le cimetière entourait l'église et une « porte des morts », désormais murée, permettait d'y accéder à partir de l'extrémité nord-est du chœur.
Entre 1899 et 1902, le plafond de la nef  est remplacé par une fausse voûte en brique et la chambre de refuge située au-dessus de la nef est supprimée, entraînant une modification de la pente du toit à 45 °, alors que précédemment elle était de 60 ° dans sa partie haute. Le clocher, frappé par la foudre, est incendié en 1949 puis reconstruit avec une toiture dont la pente est plus adoucie.
L'édifice est inscrit au titre des monuments historiques le 27 décembre 1973.

## Architecture
Contrairement à de très nombreuses églises catholiques, l'église Saint-Étienne n'est pas orientée est-ouest mais plutôt est-sud-est/ouest-nord-ouest.
L'accès à l'église s'effectue par la façade occidentale austère surmontée dans sa partie gauche d'une petite arche sans cloche, elle-même surmontée d'une croix. Une seule baie rectangulaire étroite — qui éclairait la chambre de défense de la nef — et le portail gothique, en arc brisé avec moulures simples, s'ouvrent dans cette façade haute de seize mètres pour 1,60 mètre d'épaisseur.
À l'intérieur, la nef unique se compose de deux travées. À son début, elle est surmontée d'une tribune accessible au sud via un escalier extérieur. La nef se poursuit par deux fortes piles donnant sur le carré du transept, au-dessus duquel se dresse le clocher. Deux étroites chapelles y ont été insérées, l'une au nord, saillante, et l'autre au sud, dans le prolongement du mur de la nef. Sur ce deuxième côté, un escalier à vis permet d'accéder aux chambres de défense, une petite au-dessus du chœur, servant aux guetteurs, et une grande — aujourd'hui disparue — au-dessus de la nef. Dans les combles de la nef, une passerelle permet, côté sud, d'accéder à l'étage du presbytère. Couverte d'une toiture, cette passerelle est bordée de chaque côté de balustrades.
D'épaisses colonnes marquent la limite entre le transept et le chœur. Elles sont surmontées de chapiteaux sculptés, de grappes de raisin au nord, et de feuilles au sud. Le chœur se termine par un chevet plat, dans le prolongement duquel se trouve la sacristie, petit bâtiment bas. Le mur sud du chœur est creusé de trois niches romanes, la plus haute sert de placard et les deux autres, de mêmes dimensions, font fonction de lavabos.
La croisée du transept et le chœur sont les seuls restes de l'église romane. L'intérieur de l'église est entièrement pavé de dalles calcaires.

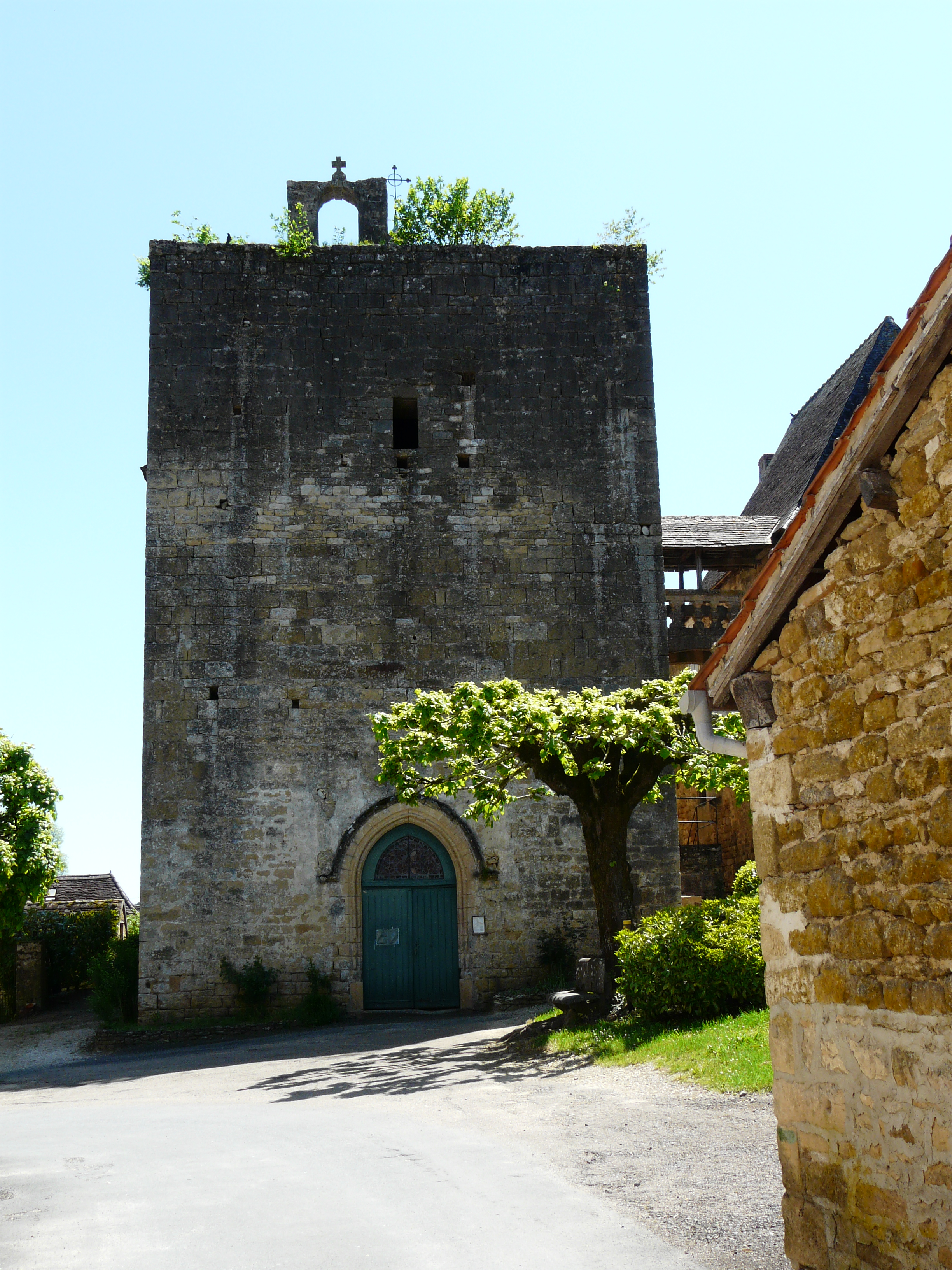
La façade occidentale.
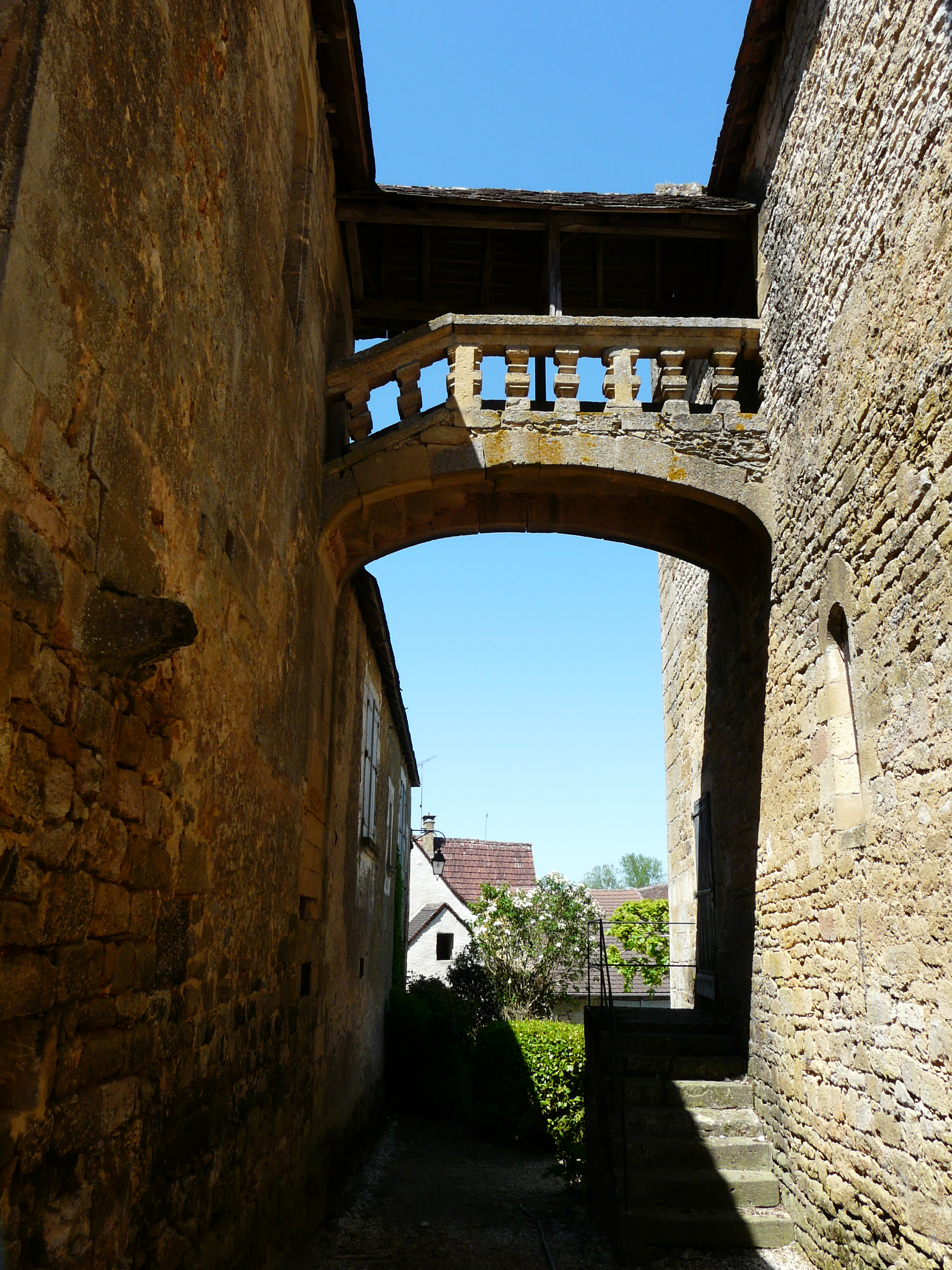
Le passage entre l'église et le presbytère.
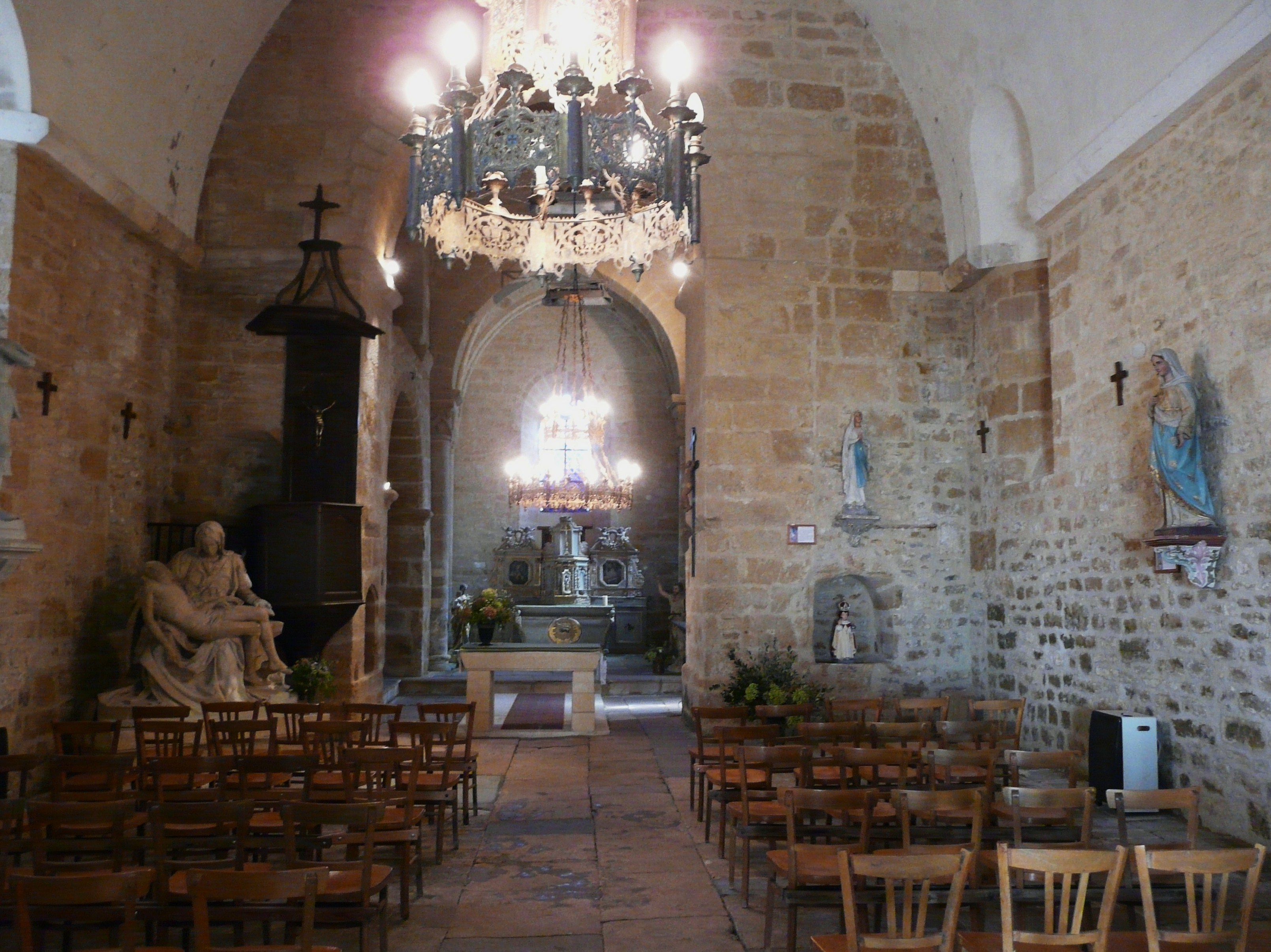
La nef.
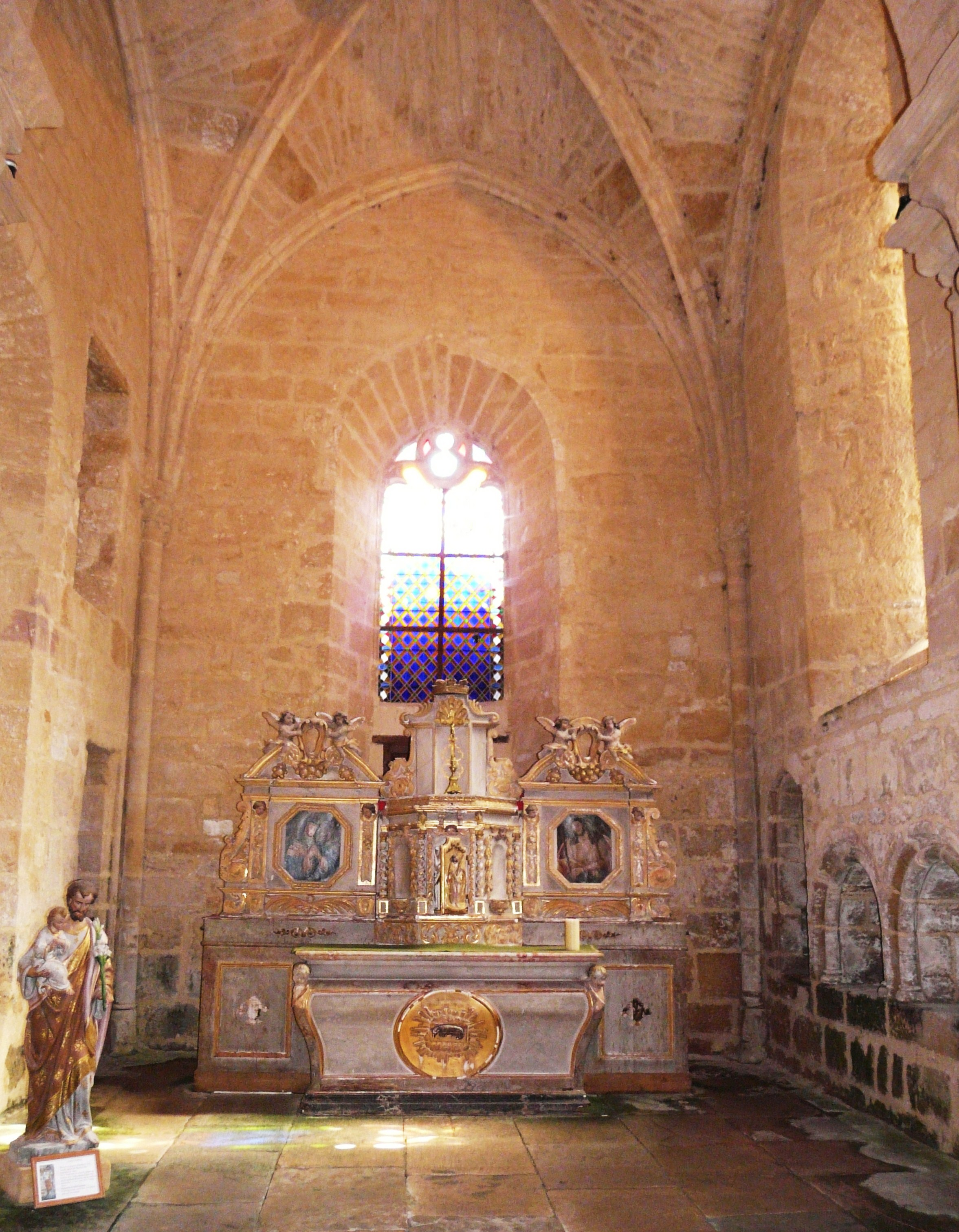
Le chœur.

## Mobilier
Parmi les objets liturgiques que recèle l'église figure dans le chœur l'autel surmonté d'un tabernacle à ailes. Mentionnés en 1688 par le curé de l'époque, ils semblent, d'après leur style, dater du XVIIe siècle. Tous deux en bois doré, ils ont été restaurés en 1863.
L'autel, en forme de tombeau, est orné en son centre d'un agneau dans une gloire (un ovale de lumière). Le tabernacle présente deux niveaux. Au niveau inférieur, la porte du tabernacle est décorée d'un relief représentant l'Ecce homo. Les ailes du tabernacle sont chacune ornées d'une peinture : à gauche, la Vierge aux Sept Douleurs (sept épées en éventail transpercent le cœur de Marie), et à droite, le Christ aux outrages (mains liées et couronné d'épines, le Christ présente des mains portant la trace des clous de la Crucifixion). Le niveau supérieur se compose au centre d'une niche avec un crucifix, surmontée d'une couronne, et les deux ailes présentent chacune deux angelots sculptés.
Dans l'angle nord-est de la nef, une chaire en bois est adossée à la pile du transept. Devant elle, une grande sculpture représente une pietà.

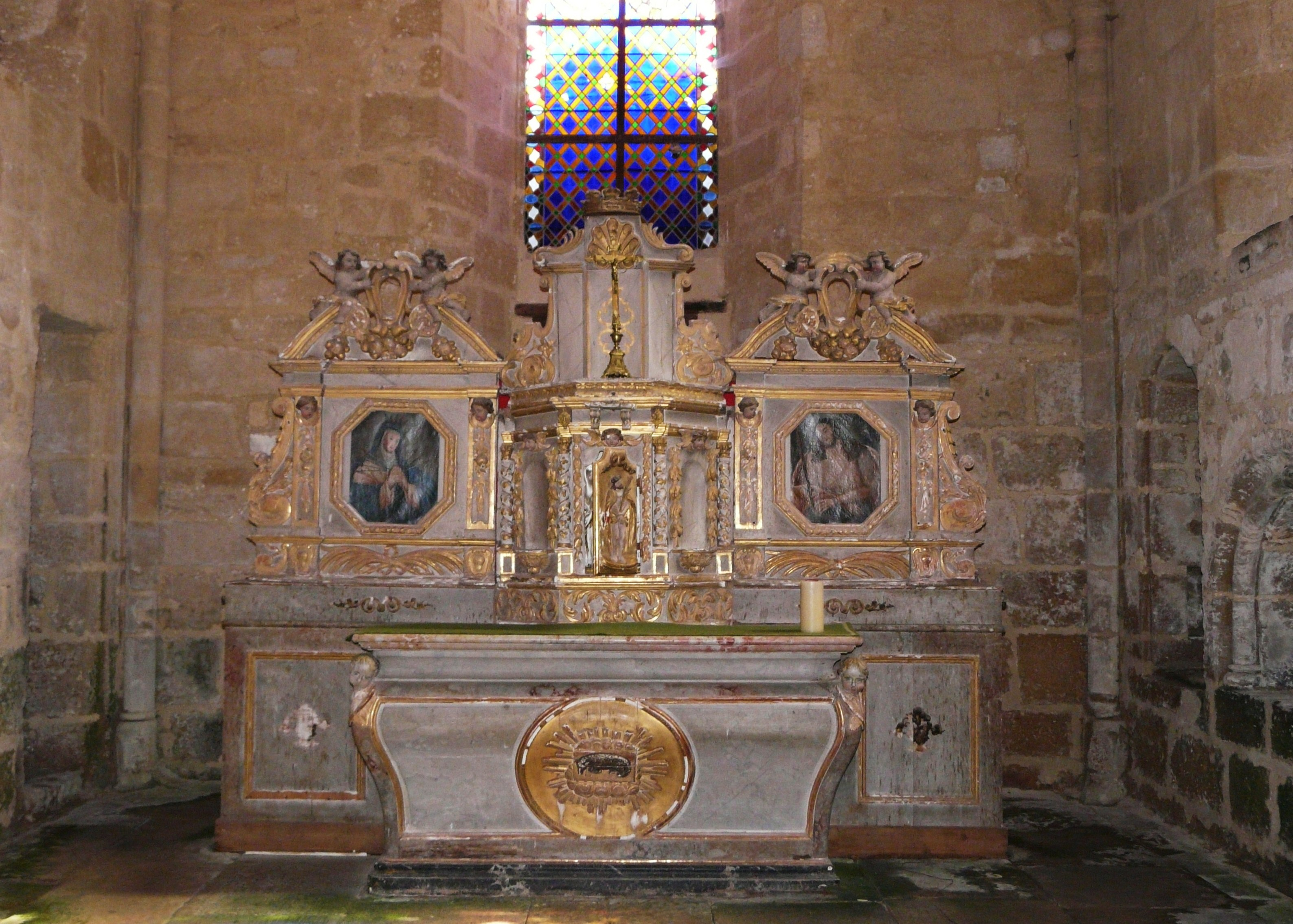
L'autel et le tabernacle.
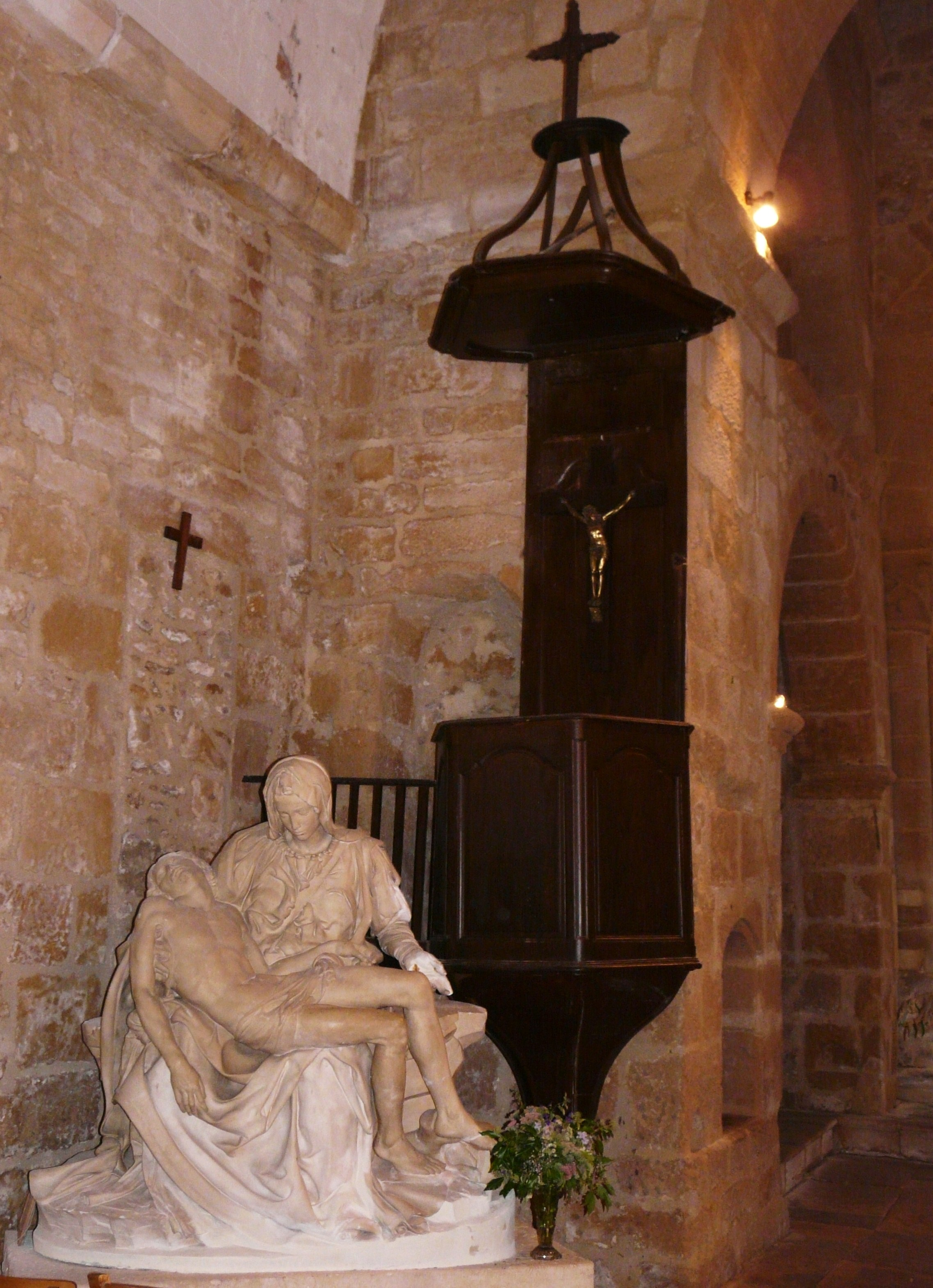
La chaire.
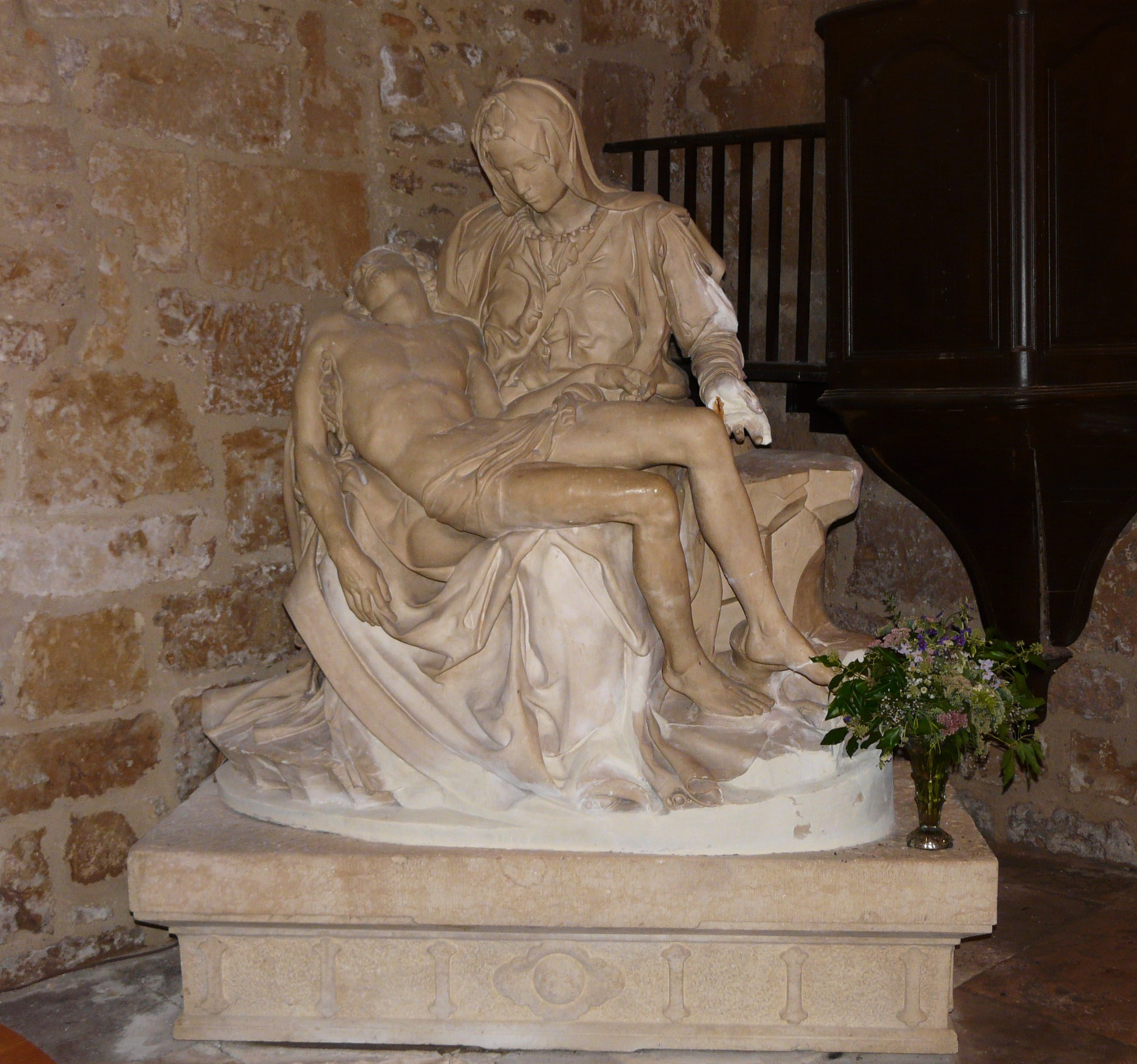
La Pietà.